# Naruto: En busca del trébol carmesí de 4 hojas
Naruto: En busca del trébol carmesí de 4 hojas (紅き四つ葉のクローバーを探せ Akaki Yotsuba no Kurōbā o Sagase?) es la primera OVA basada en el anime y manga Naruto. Fue presentada durante el Jump Festa del año 2003. Tiene una duración 17 minutos. Su historia se sitúa entre el capítulo 19 y el 20.

## Argumento
La historia comienza, cuando Konohamaru despierta a Naruto y lo nombra líder de la Patrulla Konohamaru. La misión que le encomienda es encontrar el Trébol carmesí de cuatro hojas. 
La razón por la cual Konohamaru quiere el trébol, es porque se enamoró de una compañera de clase llamada Yoshino Kaede, que ha de marcharse a otra aldea por una misión del padre. Al oír esto, también escuchó decir a una amiga de Kaede, que había un Trébol carmesí de cuatro hojas, en Akagahara. De este, dice la leyenda, que si se es capaz de conseguirlo, tus deseos se hacen realidad. 
Ante esto, Naruto se lo toma como una misión y va a Akagahara a por el trébol. Una vez allí, y tras cuatro horas de esquivar trampas, llegan al lugar donde estaban los tréboles carmesís. Mientras, Kakashi, al enterarse de que Naruto se dirigía Akagahara, envió a Sasuke y Sakura a rescatar a Naruto. Pues en aquel lugar, se hacían antiguamente los exámenes de Chūnin.
Para conseguir el trébol, movieron una estatua, y esto provocó que emergiesen del suelo unas marionetas para atacarles. Entonces, llegaron Sasuke y Sakura a ayudarles. Mientras, estos tres se encargaban de las marionetas, Konohamaru estuvo colocando la pesada estatua en su sitio, para poder pararlas.
Una vez solucionado el problema, Konohamaru fue en busca de Kaede, a la que le regaló el trébol. A pesar de tener que irse, se cumplió su deseo, volver a ver a Konohamaru.

## Personajes

### Serie
- Naruto Uzumaki
- Konohamaru
- Sasuke Uchiha
- Sakura Haruno
- Kakashi Hatake

### Ova
- Yoshino Kaede

Es la chica de la que está enamorada Konohamaru. Es por ella, por lo que se inicia la búsqueda del trébol. Al final, a pesar de tener que irse, ella dice que su deseo se cumplió.

## Curiosidades
En el inicio del OVA se puede ver claramente a Hinata Hyūga (aunque no se vean sus ojos de color blanco) de niña al lado izquierdo de Yoshino Kaede." Minuto 1:58
- Datos: Q10750505